# NGC 1136
NGC 1136 este o galaxie spirală situată în constelația Orologiul. A fost descoperită în 5 decembrie 1834 de către John Herschel.